# Автошлях B4 R (Німеччина)
Федеральний автошлях 4 R (B4 R, нім. Bundesstraße 4 R)  — федеральна дорога у Німеччині, проходить як кільцева дорога повністю в межах міста Нюрнберг і тому в розмовній мові в регіоні її також називають Нюрнберзькою кільцевою дорогою. Вона має довжину близько 18,3 кілометрів, розширений до чотирьох смуг, за винятком трисмугової ділянки довжиною близько 250 метрів, і являє собою межу між внутрішнім і зовнішнім містом..